# Clifford Burvill
Clifford Burvill (* 26. März 1937; † 14. Januar 2021 in Byron Bay) war ein australischer Radsportler und nationaler Meister im Radsport.

## Leben und sportliche Laufbahn
„Cliff“ Burvill begann im Alter von 14 Jahren mit dem Radsport. 1956 wurde er mit nur 18 Jahren Australischer Meister in der Mannschaftsverfolgung. Durch diese Leistung qualifizierte er sich mit seinen Teamkollegen des St. George Cycling Club, Roy Moore, Warren Scarfe und Frank Brazier, für die Olympischen Sommerspiele 1956. In der Mannschaftsverfolgung jedoch scheiterte das Team im Vorlauf an den Franzosen. Unmittelbar nach den Olympischen Spielen reiste Burvill nach Newcastle und blieb beim nationalen Juniorenmeister Ian Chapman, um an den Newcastle Road Open teilzunehmen, die er schließlich gewann. Chapman, der später selbst bei Olympischen Spielen startete, sagte, dass Burvill einen starken Einfluss auf seine Karriere gehabt habe. Später lebten die beiden Sportler zusammen in der Wohnung von Burvills Eltern in Narwee, einem Vorort von Sydney. Später ließ sich Burvill mit seiner Frau Jan an der Nordküste nieder, gründete eine Familie, verlor jedoch nie das Interesse am Radsport. Er trat dem Byron Bay Surf Club bei und konnte 1988 zwei Silbermedaillen bei den australischen Kanumarathon-Meisterschaften gewinnen.
Im Januar 2021 stürzte Burvill tödlich beim Straßenradsport in Byron Bay.